# Микашевичи
Микашевичи (блр. Мікашэвічы; рус. Микашевичи) град у јужном делу Републике Белорусији. Административно припада Лунинечком рејону Бресткој области.
Према процени из 2012. у граду је живело 12.932 становника.

## Географија
Град Микашевичи смештен је на крајњем истоку Лунинечког рејона, уз саму границу са Житкавичким рејоном Гомељске области. Налази се на око 52 км источно од административног центра рејона Лунинеца, односно на око 252 км источно од административног центра области Бреста и на око 180 км јужно од главног града земље Минска. 
Градска зона обухвата територију површине 16 км².

## Историја
Према археолошким подацима и историсјким списима Микашевичи су основани 1785. године.
У јануару 1940. основана је Сеоска општина Микашевичи као административна јединица тадашњег Лењиновог рејона, након чије реорганизације 1960. насеље улази у саставв Лунинечког рејона. 
Микашевичи су били погођени изразито високим дозама радиоактивног зрачења као последица Чернобиљске нуклеарне хаварије 1986. године.
Насеље Микашевичи 25. августа 2005. добија административни статус града рејонске субординације. 

## Становништво
Према процени, у граду је 2012. живело 12.932 становника.
| 1979. | 1989.  | 1999.  | 2009.  | 2012.  |
| ----- | ------ | ------ | ------ | ------ |
| 7.620 | 12.777 | 12.777 | 13.016 | 12.932 |